# Ischnura evansi
Ischnura evansi là một loài chuồn chuồn kim trong họ Coenagrionidae.
Ischnura evansi được Morton miêu tả khoa học năm 1919.